# Kota (langue)
Pour les articles homonymes, voir Kota (homonymie).
Le kota ou ikota est une langue africaine parlée par l'ethnie homonyme au nord-est du Gabon, dans la province de l'Ogooué-Ivindo et dans quelques zones de la République du Congo. Le nombre de locuteurs était estimé, en 1983 d'après des chiffres de 1954 et 1955, à 34 442 au Gabon et 9 055 en République du Congo,. Mais la question des populations considérées comme Kota était débattues, ce débat pourrait être considéré comme clos en 2017. En 2007 le chiffre 25 000 en a été donné au Gabon seulement, pour une population totale, tous pays confondus, de 34 060. 
Il existe plusieurs dialectes du kota : ndambomo, ikota-la-hua, sake, menzambi, bougom, mahongwé, bien que ce dernier soit compris par certains (par exemple, Jacquot 1978, Sima Mve 1990) comme une langue distincte. Le mahongwé est principalement parlé, probablement, par quelques milliers de personnes tout au plus, dans la région de Mékambo au Gabon et également entre Makokou et Okondja dans la province du Haut-Ogooué, toujours au Gabon. Les linguistes classifient l’ikota en tant que langue bantoue du Nord-Ouest de la zone B, au sein de la grande famille des langues nigériennes du Congo.
La langue est codée B25 dans la classification de Guthrie.